# Krocodona circumflexa
Krocodona circumflexa är en insektsart som beskrevs av Dietrich 2003. Krocodona circumflexa ingår i släktet Krocodona och familjen dvärgstritar. Inga underarter finns listade i Catalogue of Life.